# Hotel Gondolín
El Hotel Gondolín (sito en la calle Aráoz al 900, barrio de Villa Crespo, Buenos Aires, Argentina), también mencionado como “El Gondo", es un hotel cooperativo, recuperado, autogestionado y habitado por feminidades trans travestis de diversas procedencias.
Desde el exterior se lo reconoce por su fachada azul. Cuenta con 23 habitaciones organizadas en tres pisos.

## Historia del hotel
A partir de 1987 el hotel tenía un propietario que alquilaba las habitaciones a trabajadoras sexuales trans y travestis, en condiciones de deterioro y a un elevado precio. Producto de una queja, y luego de una inspección, las autoridades pertinentes declararon el lugar administrativamente clausurado, y las mujeres que lo habitaban decidieron permanecer, tomar posesión y hacerse cargo del espacio, pagando impuestos y deudas.

## Actualidad

### Asociación Civil Gondolín

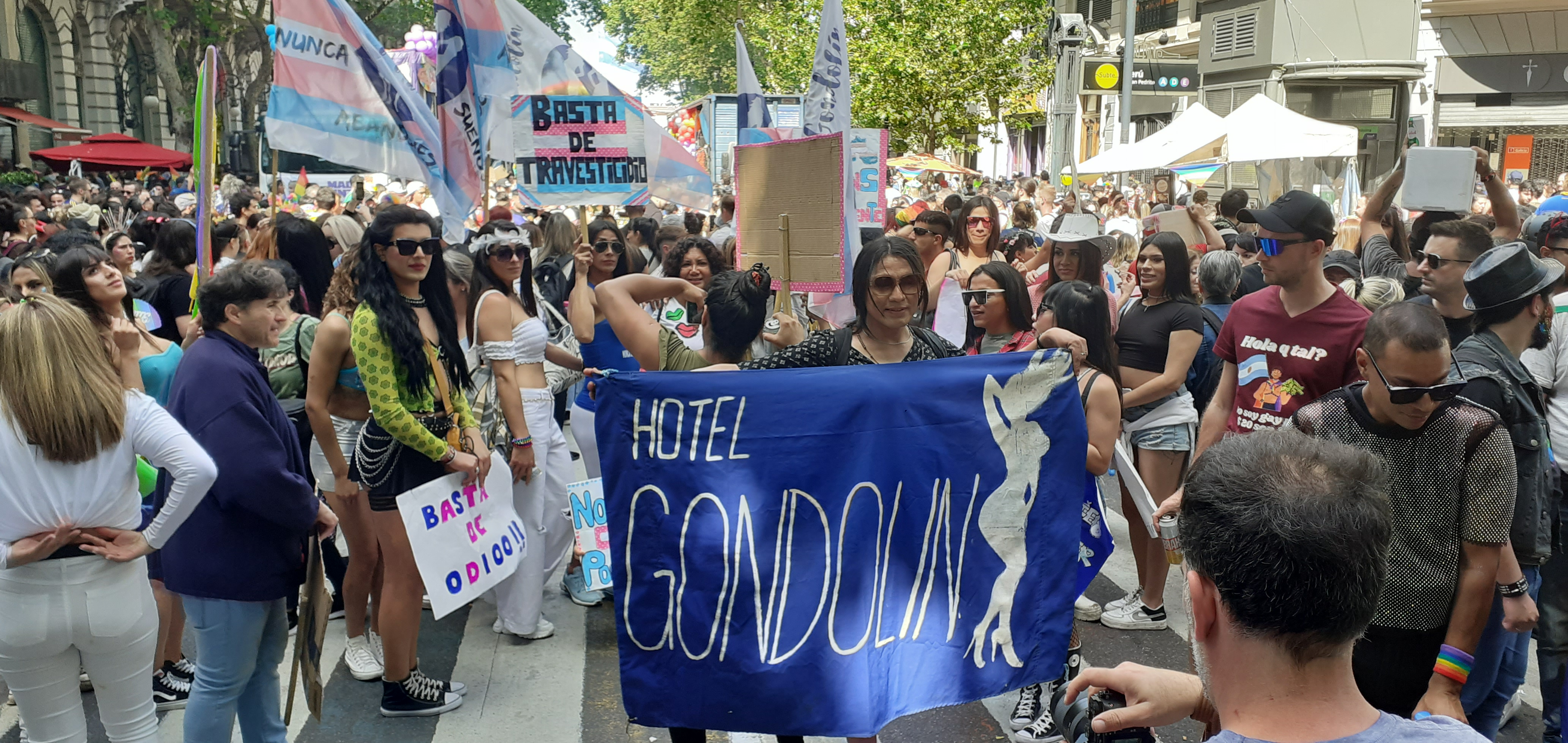
Integrante de la Asociación en la Marcha del Orgullo de 2023 en Buenos Aires

En 2003 se constituyó la Asociación Civil Gondolín (asociación civil sin fines de lucro) como forma de organización; de esta manera sus integrantes administran el hotel, que no solo ofrece alojamiento sino también actividades culturales y formativas.

### Alojamiento
El Gondolín recibe, alberga y contiene a travestis y mujeres trans (usualmente procedentes del norte de Argentina), que abandonan su lugar de origen por diversas razones, ya sea por haber sido perseguidas por la policía, expulsadas socialmente o porque no son aceptadas por sus familias; así como también en busca de oportunidades y nuevos horizontes, ya que en el Gondolín se presentan posibilidades de mejorar la calidad de vida mediante el acceso a la salud, el estudio y la capacitación.
Allí no se cobra alquiler, sino que se dividen y sostienen los gastos de manera cooperativa.

### Cooperativa Textil
En el Hotel Gondolín se dictan talleres de diseño y confección de indumentaria y otras temáticas afines ya que utiliza este espacio la Cooperativa Empoderamiento Travesti Trans (CETT), con el aporte de diferentes docentes del área textil. La cooperativa se conformó con el apoyo del Instituto Nacional de Asociativismo y Economía Social (INAES) y de la Secretaría de Abordaje Integral del Ministerio de Desarrollo Social de la Nación Argentina.

## Documental
El documental Hotel Gondolín (2005), dirigido por Fernando López Escrivá, muestra la vida cotidiana de las habitantes de este hotel. El film fue elegido como Mejor Documental en el Festival Internacional de Cine Gay/Lésbico/Trans de Argentina.

## Libro
La editorial Paripé Books (Madrid) publicó en 2015 el libro de fotografías Hotel Gondolín, de Estefania d'Esperies (fotógrafa), con prólogo de Marlene Wayar y redacción de Patricio Binaghi. La intención de esta publicación fue retratar y homenajear a ese espacio de gestión colectiva.

## Imágenes

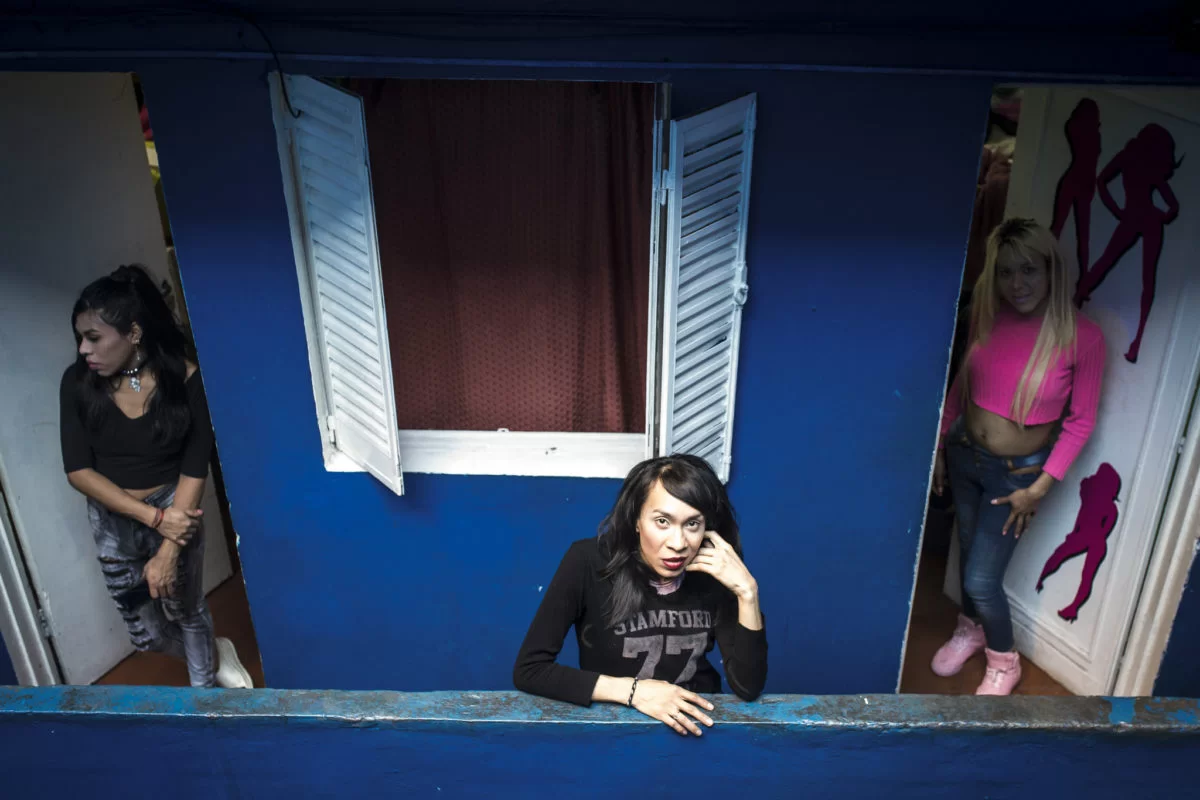
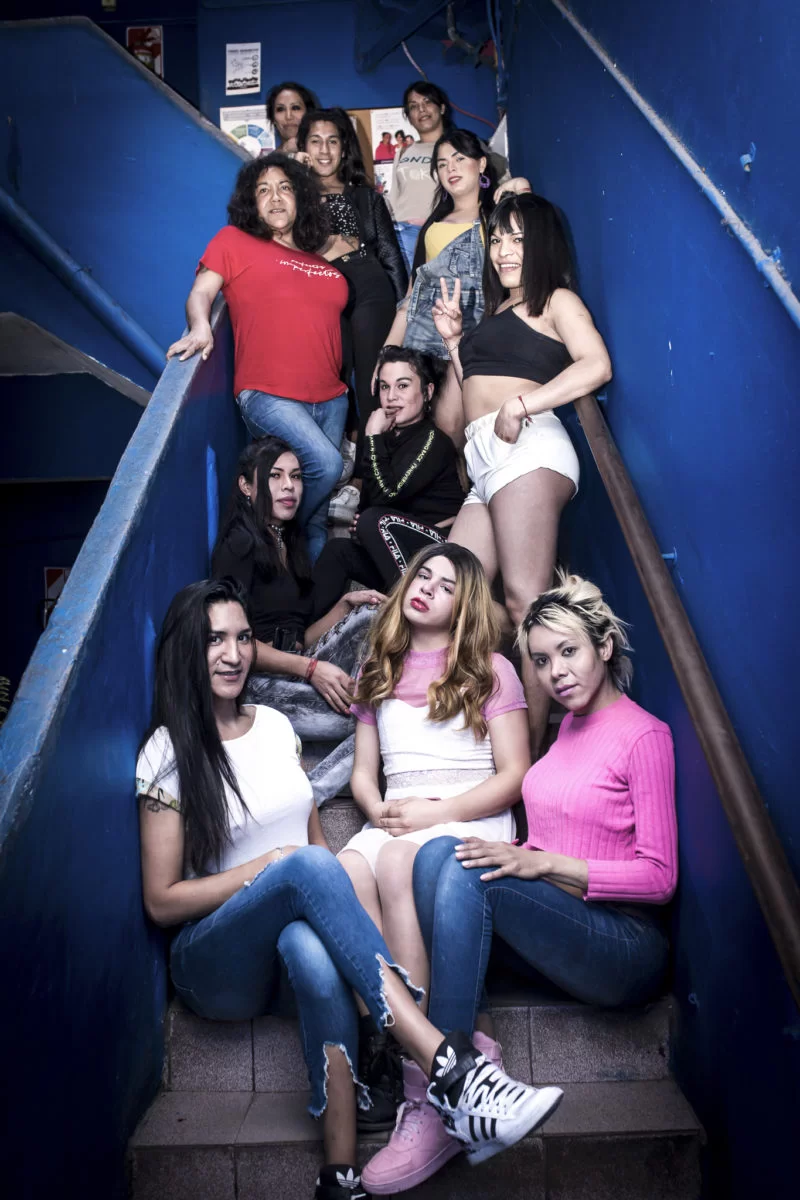
Hotel Gondolín en 2019
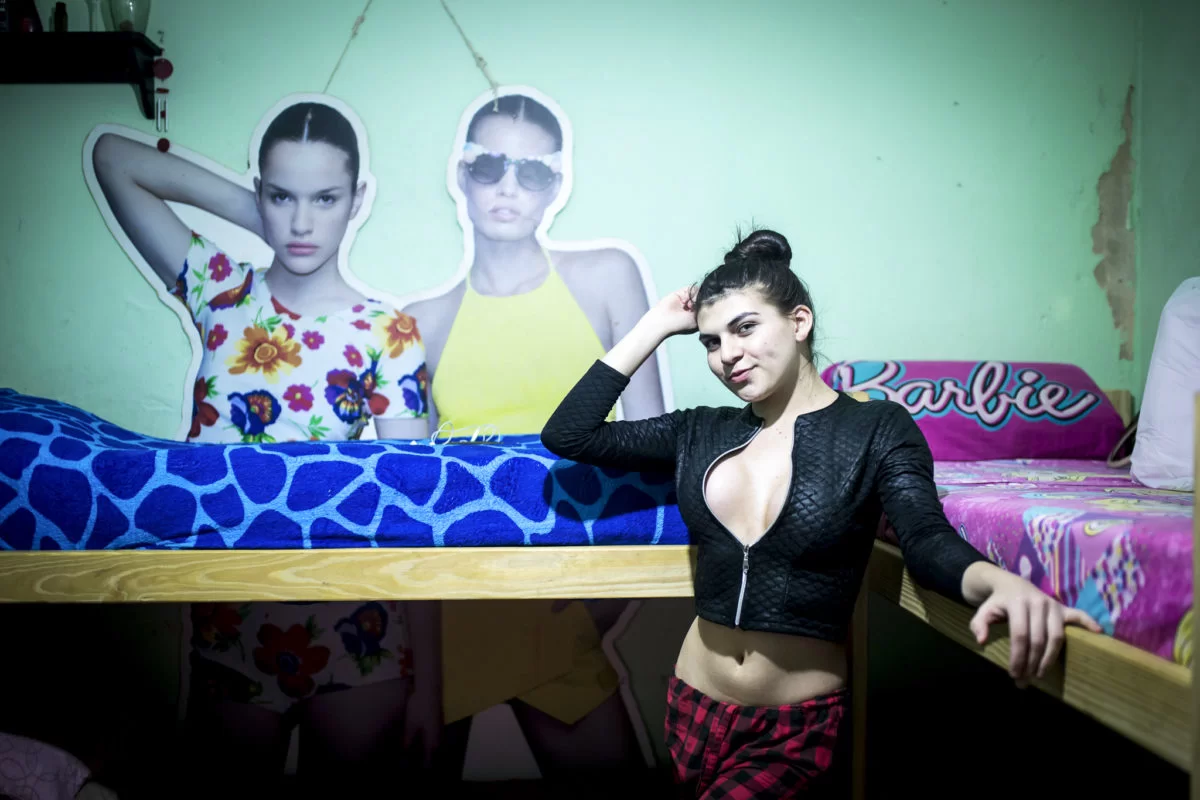